# Cacovický ostrov
Cacovický ostrov je říční ostrov v Brně v nivě řeky Svitavy, o rozloze necelých 14 ha, mezi hlavním tokem a Cacovickým náhonem. Tvoří okraj brněnské čtvrti Maloměřice, na hranici s Obřany a Husovicemi. S okolím je spojen dvěma mosty a několika lávkami. Nazývá se podle někdejšího dvora Cacovice v západní části při náhonu.
Ostrov je protáhlý od severu k jihu, je asi 850 m dlouhý a 120–240 m široký. Je plochý a jeho nadmořská výška se pohybuje od 206 do 210 metrů. Je využíván jako park a sportoviště (tenisové kurty, fotbalové hřiště, parkour, pumptrack). Také je na něm vyhlášeno biocentrum ÚSES.